# 1066-й корпусной артиллерийский полк
1066-й корпусной артиллерийский Печенгский Краснознамённый полк или 1066-й корпусной пушечный артиллерийский полк — воинское подразделение в вооружённых силах СССР во время Великой Отечественной войны.

## История
Полк формировался с августа 1943 года в Приволжском военном округе в районе Тамбова.
В составе действующей армии с 14.03.1944 по 27.12.1944 года.
В октябре 1943 года эшелонами переправлен в Орловский военный округ, а оттуда в марте 1944 года на Карельский фронт где был подчинён 14-й армии. Держал оборону на Мурманском направлении, осенью 1944 года принимает участие в Петсамо-Киркенесской наступательной операции, отличился при освобождении Петсамо
15.01.1945 года преобразован в 411-й гвардейский гаубичный артиллерийский полк и вошёл в состав 63-й гвардейской корпусной артиллерийской бригады

## Полное наименование
- 1066-й корпусной артиллерийский Печенгский полк

## Подчинение
| Дата            | Фронт (округ)             | Армия                                 | Корпус (группа) | Примечания |
| --------------- | ------------------------- | ------------------------------------- | --------------- | ---------- |
| 01.09.1943 года | Приволжский военный округ | -                                     | -               | -          |
| 01.10.1943 года | Приволжский военный округ | -                                     | -               | -          |
| 01.11.1943 года | Орловский военный округ   | -                                     | -               | -          |
| 01.12.1943 года | Орловский военный округ   | -                                     | -               | -          |
| 01.01.1944 года | Орловский военный округ   | -                                     | -               | -          |
| 01.02.1944 года | Орловский военный округ   | -                                     | -               | -          |
| 01.03.1944 года | Орловский военный округ   | -                                     | -               | -          |
| 01.04.1944 года | Карельский фронт          | 14-я армия                            | -               | -          |
| 01.05.1944 года | Карельский фронт          | 14-я армия                            | -               | -          |
| 01.06.1944 года | Карельский фронт          | 14-я армия                            | -               | -          |
| 01.07.1944 года | Карельский фронт          | 14-я армия                            | -               | -          |
| 01.08.1944 года | Карельский фронт          | 14-я армия                            | -               | -          |
| 01.09.1944 года | Карельский фронт          | 14-я армия                            | -               | -          |
| 01.10.1944 года | Карельский фронт          | 14-я армия                            | -               | -          |
| 01.11.1944 года | Карельский фронт          | 14-я армия                            | -               | -          |
| 01.12.1944 года | Резерв Ставки ВГК         | Полевое управление Карельского фронта | -               | -          |

## Командование
- подполковник Фетисов Иван Васильевич

## Награды и наименования
| Награда (наименование)             | Дата                                                           | За что получена |
| ---------------------------------- | -------------------------------------------------------------- | --- |
| Почётное наименование «Печенгский» | Приказ Верховного Главнокомандующего № 0354 от 31.10.1944 года | за образцовое выполнение заданий командования в боях с немецкими захватчиками, за овладение городом Петсамо (Печенга) и проявленные при этом доблесть и мужество             |
| Орден Красного Знамени             | Указ Президиума ВС СССР от 14 ноября 1944 года                 | За образцовое выполнение заданий командования в боях с немецкими захватчиками, за овладение района Никель, Ахмалахти, Сальмиярви и проявленные при этом доблесть и мужество. |